# 에루크산
에루크산(영어: erucic acid)은 22:1 ω-9로 포시되는 단일불포화 오메가-9 지방산이다. 에루크산의 화학식은 CH3(CH2)7CH=CH(CH2)11COOH이다. 에루크산은 개량되지 않은 유채유에서 20~54%, 겨자기름에서 42%의 함량을 가지고 있으며, 부지깽이나물속 종자에 널리 존재한다. 에루크산은 시스-13-도코센산으로도 알려져 있으며, 트랜스 이성질체는 브라시드산으로 알려져 있다.

## 용도
에루크산은 미네랄 오일과 같은 용도로 많이 사용되지만, 다른 미네랄 오일보다 더 쉽게 생분해된다. 유성 페인트에 사용할 수 있도록 중합하고 건조시키는 능력이 제한되어 있다. 다른 지방산들과 마찬가지로, 에루크산은 계면 활성제 또는 윤활제로 전환될 수 있으며, 바이오디젤 연료의 전구체로 사용될 수 있다.
에루크산의 유도체는 유동점 강하제(저온에서 액체가 흐르도록 함)로 사용되는 베헤닐 알코올(CH3(CH2)21OH) 및 사진에 사용하는 실버 베헤네이트와 같은 많은 용도를 가지고 있다.

## 에루크산의 공급원

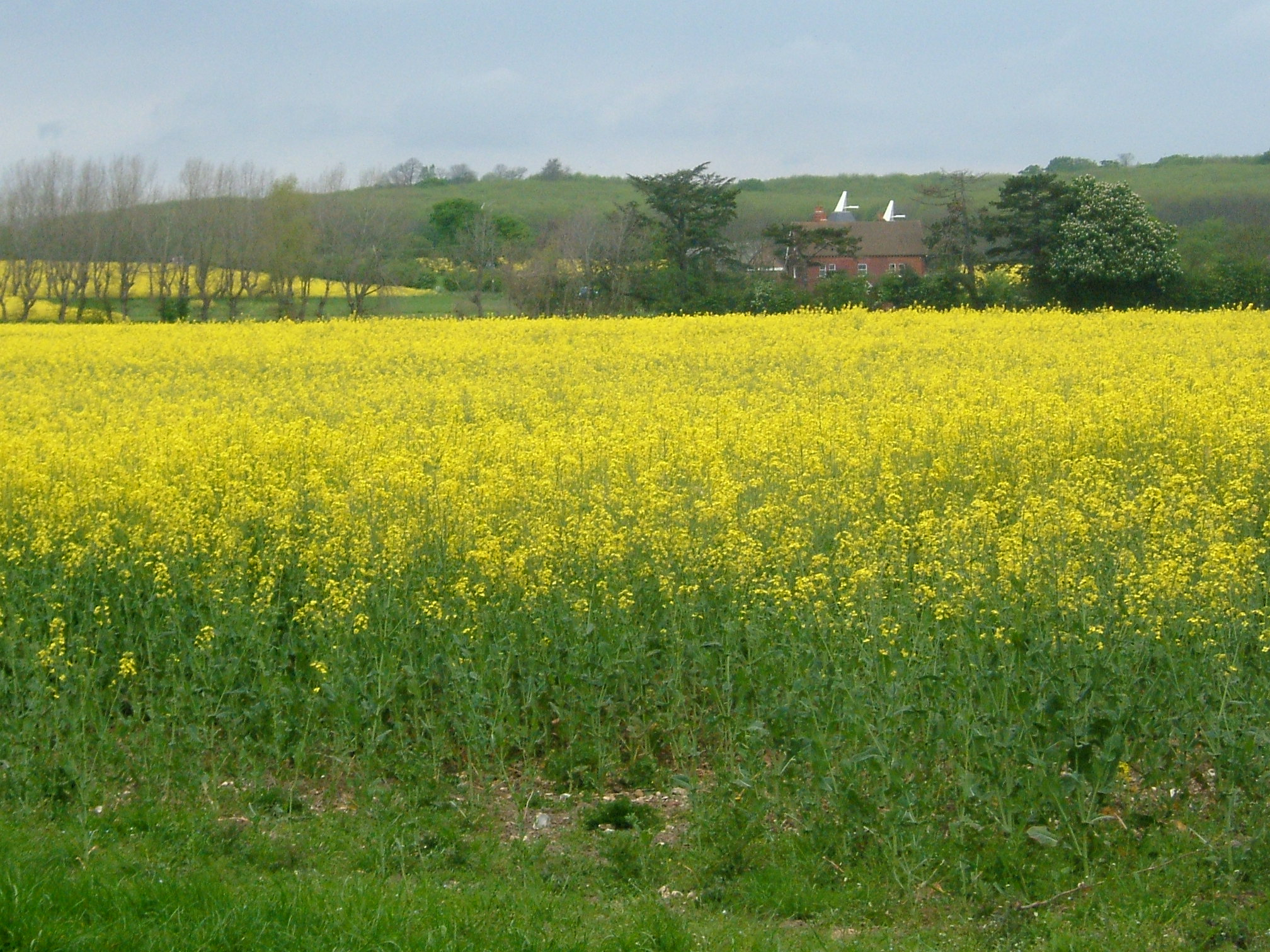
유채 식물의 씨앗 기름에는 에루크산이 풍부하다.

"erucic"라는 이름은 배추과에 속하는 속씨식물의 한 속인 에루카속에 속한다는 것을 의미한다. 이것은 또한 오늘날 루콜라로 더 잘 알려져 있는 식물을 지칭하는 라틴어이기도 하다.
에루크산은 광범위한 녹색 식물에서 다른 지방산들과 함께 자연적으로 생성되지만, 특히 배추속에 속하는 식물에서 생성된다. 에루크산의 산업적 생산 및 사용을 위해 유채가 사용된다. 식품에 사용할 목적으로 에루크산의 함량이 낮은 유채인 카놀라를 개발했는데, 카놀라는 에루크산 대신에 올레산으로부터 유래한 지방을 함유하고 있다.

## 생화학
에루크산은 올레오일-CoA 및 말로닐-CoA를 통한 올레산의 신장에 의해 생성된다. 에루크산은 사람의 간에서 긴사슬 아실-CoA 탈수소효소에 의해 짧은사슬 지방산으로 분해된다.

## 건강에 미치는 영향
1970년대 초에 실험실 동물에 대한 연구에 따르면 충분한 양의 에루크산은 심장에 독성을 나타내는 것으로 밝혀졌다. 사람에서 유채기름의 섭취와 심장 질환 사이의 연관성은 아직 확실하게 밝혀지지 않았다. 로렌조 오일(에루크산 및 기타 성분들을 함유함)의 장기간의 사용으로 인한 독성에 대한 보고는 있지만 에루크산의 식이 섭취로 인해 사람에게 해를 입혔다는 보고는 없다.
1970년대에 에루크산에 대한 동물 실험 연구가 발표되면서 전세계 정부는 에루크산의 함량이 높은 기름을 허용하지 않게 되었고, 에루크산에 대한 인체의 허용 수준은 동물 연구들에 근거하여 확립되었다.
2003년에 오스트레일리아 뉴질랜드 식품기준청(FSANZ)은 성인에 대해 하루에 약 500 mg의 용량의 에루크산의 섭취를 임시 허용 일일 섭취량(PTDI)으로 설정했는데, 이 값을 돼지의 심근 지질증 증가와 관련된 수준에 근거하여 추정하였다. 이러한 수준과 돼지의 심근 지질증 증가 사이에는 120배 가량의 안전 여유가 있다. 식이 노출 평가는 일반인들이 에루크산을 섭취하는 경로가 대부분 콜자유의 섭취로 인한 것이라고 결론지었다. 평균 수준에서 개인이 섭취하는 에루크산의 양은 PTDI에 훨씬 못 미치므로 공중 보건과 안전 측면에서 걱정할 이유가 없다. 그러나 에루크산을 많이 섭취하는 사람은 PTDI에 접근할 가능성이 있다. 이는 특히 콜자유의 에루크산의 함량이 총 지방산 함량의 2%를 초과한다면 더욱 그러할 것이다.
식용 유채유(카놀라유라고도 함)는 미국의 경우 에루크산이 중량에 따라 최대 2%, 유럽 연합(EU)의 경우 5%로 규제되며, 유아용 식품에 대한 특별 규정이 있다. 카놀라는 캐나다 매니토바 대학교에서 Brassica napus 와 Brassica rapa의 유채 품종으로 재배되었는데, 콜자유와는 달리 에루크산의 함량이 낮은 다양한 유채로부터 추출한 카놀라유이다.

## 같이 보기
- 유채유
- 불포화 지방산
- 오메가-9 지방산